# 端姑依斯迈·纳西鲁丁沙
端姑依斯迈·纳西鲁丁沙 KCMG （1907年1月27日—1979年9月20日）是马来西亚第四任最高元首和第十七任登嘉楼苏丹。1979年9月20日，端姑依斯迈·纳西鲁丁沙駕崩。
端姑依斯迈·纳西鲁丁沙任内发生了五一三事件，国会停摆。尽管如此，首相东姑阿都拉曼仍将端姑依斯迈·纳西鲁丁任期称为“最重大而光荣的任期”。1970年8月31日，端姑依斯迈·纳西鲁丁沙推出了国家原则。